# Ameriški rdeči gož
Ameriški rdeči gož (znanstveno ime Pantherophis guttatus, prej Elaphe guttata) je nestrupena kača, ki izvira iz Severne Amerike.

## Prehranjevanje
Ameriški rdeči goži jedo predvsem glodavce; po navadi miši in podgane. Dobro plezajo, zato včasih pojedo tudi kakšnega ptiča ali netopirja. Na goliče (novorojene miši ali podgane) je v naravi včasih dokaj težko naleteti, zato mladiči ameriškega goža najpogosteje jedo kuščarje in manjše ptiče kot svoje prve obroke.
Ameriški rdeči goži so kot hišni ljubljenčki najpogosteje hranjeni z različnimi glodavci, v glavnem z mišmi. Zmrznjene miši so dobra izbira, saj lahko živ plen kačo rani in poškoduje ali na kačo prenese kakšno bolezen.

## Kot domača žival
Ameriški rdeči gož je bila ena prvih kač v ujetništvu ljudi. Število rejcev je dokaj veliko, zato odvzem iz narave ni več potreben.
Minimalna priporočena velikost terarija za odraslega ameriškega rdečega goža znaša 76 litrov. Priporočena velikost terarija je 156 litrov, saj odrasli kači omogoča dostojno mero premikanja. Kača je pod stresom, če je terarij prevelik in brez mest za skrivanje, zato so priporočene okrasne rastline in razna skrivališča (umetni kamni, vejevje ipd.), ki kači omogočajo, da se počuti varno.
Ker so kače hladnokrvne živali, ne morejo ustvarjati svoje lastne notranje telesne toplote, zato je zelo pomembno primerno ogrevanje. Temperatura na eni strani terarija naj bi bila med 21–24 °C, na drugi strani pa je priporočena temperatura med 26–29 °C. Tako lahko kača sama menjava in uravnava svojo telesno temperaturo. Toploto lahko priskrbimo z grelno ploščo ali grelno lučjo (le-ta mora biti priključena na termometer za nadzor in uravnavanje temperature, ponoči pa ugasnjena). Premalo toplote lahko vodi k infekciji in tudi smrti kače, pretirana toplota pa lahko poškoduje njen živčni sistem in povzroči resno nevrološko poškodbo.
Ameriški rdeči gož potrebuje posodo s svežo vodo, da se lahko kača navlaži, umije in pije.   